# Отек (аул)
Отек (каз. Өтек, до 1998 г. — Новоалександровка) — аул в Хобдинском районе Актюбинской области Казахстана. Административный центр и единственный населённый пункт Отекского сельского округа. Код КАТО — 154261100.

## Население
В 1999 году население аула составляло 916 человек (475 мужчин и 441 женщина). По данным переписи 2009 года, в ауле проживало 517 человек (259 мужчин и 258 женщин).